# Opostega scoliozona
Opostega scoliozona là một loài bướm đêm thuộc họ Opostegidae. Nó được Edward Meyrick miêu tả năm 1915. Nó được tìm thấy ở Queensland, Úc.